# Bog Brook Reservoir
Bog Brook Reservoir – zbiornik retencyjny na terenie stanu Nowy Jork oraz hrabstwa Putnam, utworzony na rzece Bog Brook, oddany do użytku w 1892 r. Należy do sieci wodociągowej miasta Nowy Jork.
Powierzchnia zbiornika wynosi 379 akrów (1,53 km2), średnia głębia to 33,8 stopy (10,3 m). Zbiornik mieści 4 400 000 galonów amerykańskich (17 000 m3) wody.
Ponieważ zbiornik jest jednym z najmniejszych należących do sieci wodociągowej miasta Nowy Jork, jego głównym zadaniem jest przechowywanie wody dla East Branch Reservoir, z którym jest połączony krótkim, podziemnym tunelem.